# Magrebe

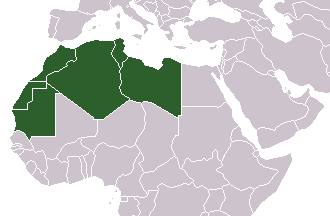
Magrebe, a parte ocidental do mundo árabe

O Magrebe ou Magreb (em língua árabe, المغرب, Al-Maghrib, que significa Ocidente) é a região noroeste da África.
O "Pequeno Magrebe" inclui Marrocos, Argélia e Tunísia. O Grande Magrebe inclui também a Mauritânia e Líbia.
Na época do Império Romano, era conhecido como África menor, enquanto na Idade Média eram os Mouros, herdeiros da província romana da Mauritânia. A região foi dominada pelos árabes e pela sua religião, o Islão, durante mais de 1300 anos.
Al-Maghrib opõe-se a Maxerreque ("nascente"), que designa o oriente árabe e se estende desde o Egito até o Iraque e a Península Arábica. O Magrebe está limitado pelo Mar Mediterrâneo a norte, pelo Oceano Atlântico a oeste, pelo Golfo de Gabes a leste, e pelo deserto do Saara a sul.

## Países

### Pequeno Magrebe
- Argélia

A Argélia é uma República semipresidencialista independente da França desde 1962. A revolução que deu lugar à libertação nacional foi sangrenta e a população, em certa medida, ficou traumatizada no confronto de oito anos entre exército francês e as guerrilhas locais, algumas das quais, continuaram extremadas até aos dias de hoje, devotando-se ao terrorismo.
- Marrocos

Marrocos é uma Monarquia Constitucional. Foi deste território que se partiu à conquista da Península Ibérica em 711. Os árabes seriam expulsos de Portugal (século XIII) e Espanha (século XV) e depois invadidos, primeiro pelos portugueses com a conquista de Ceuta (1415) e, em seguida, por outras potências europeias, finalmente até à independência da França em 1955. 
- Tunísia

A Tunísia é uma República semipresidencialista independente da França desde 1956. O seu povo deriva dos antigos Cartagineses vencidos pelos romanos nas Guerras Púnicas (séculos III-II a.C.). Era considerado um país moderado, muito escolhido por europeus para fazer turismo até à revolução de Jasmim (2010/11). Atualmente possui um governo de unidade nacional.

### Países inclusos no Grande Magrebe
- Líbia

A Líbia é país independente da França desde 1947. Foi considerado Estado pária, durante décadas, na confluência das principais rotas migratórias de sul para norte. Vive em guerra civil desde a Primavera Árabe (2011) e, por agora, possui um governo de acordo nacional reconhecido no exterior mas de poder limitado.
- Saara Ocidental
- Mauritânia

## Geografia física

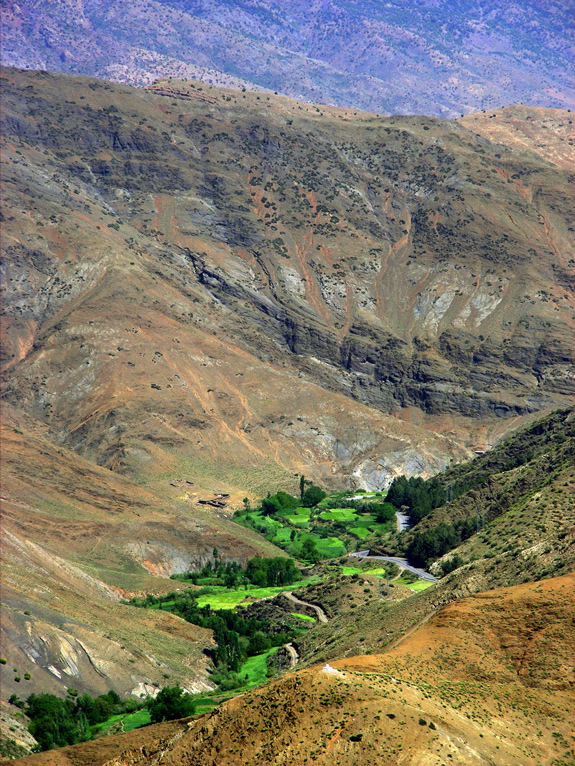
Cordilheira do Atlas no Marrocos

O Magrebe está limitado pelo Mar Mediterrâneo a norte, pelo Oceano Atlântico a oeste, pelo Golfo de Gabes a leste, e pelo deserto do Saara a sul. A grande cordilheira do Atlas, com as suas ramificações separadas por planaltos com cerca de 1000 metros de altitude, estende-se na sua parte ocidental. O restante do território é deserto, interrompido por oásis e cordilheiras montanhosas solitárias.
Argélia e Líbia são países grandes e grande parte do seu território é desértico. Porém, tanto um como o outro, e ainda a Tunísia, possuem reservas abundantes de petróleo e gás natural. A agricultura, tornada possível através de projetos de irrigação, é ainda importante para a região. Muitos habitantes são nómades, andando de terra em terra com as suas manadas ou rebanhos.
Ao longo da costa do Mediterrâneo e do Atlântico existe uma faixa fértil onde vive a maioria da população. É uma zona de clima mediterrânico, com precipitações escassas, salvo em zonas montanhosas viradas para a zona litoral. Ao longo da maior parte da costa e nas terras altas os verões são quentes e secos e os invernos amenos e úmidos. A temperatura diurna média no deserto é cerca de 38 °C, mas à noite é baixa. A pluviosidade no deserto pode ser de apenas 25 mm por ano e é irregular.

### Montanhas do Atlas
As montanhas do Atlas consistem em várias cadeias montanhosas que se estendem por 2410 km desde a costa Atlântica de Marrocos até ao Cabo Bon, na Tunísia Oriental. A cordilheira é a barreira física entre o Mar Mediterrâneo e o Deserto do Saara. A maioria dos habitantes é de povos berberes. 
A montanha mais alta é o Jbel Toubkal, com 4 167 m, localizado no sul de Marrocos. O pico é um dos mais altos do continente e é o mais alto do Norte da África.

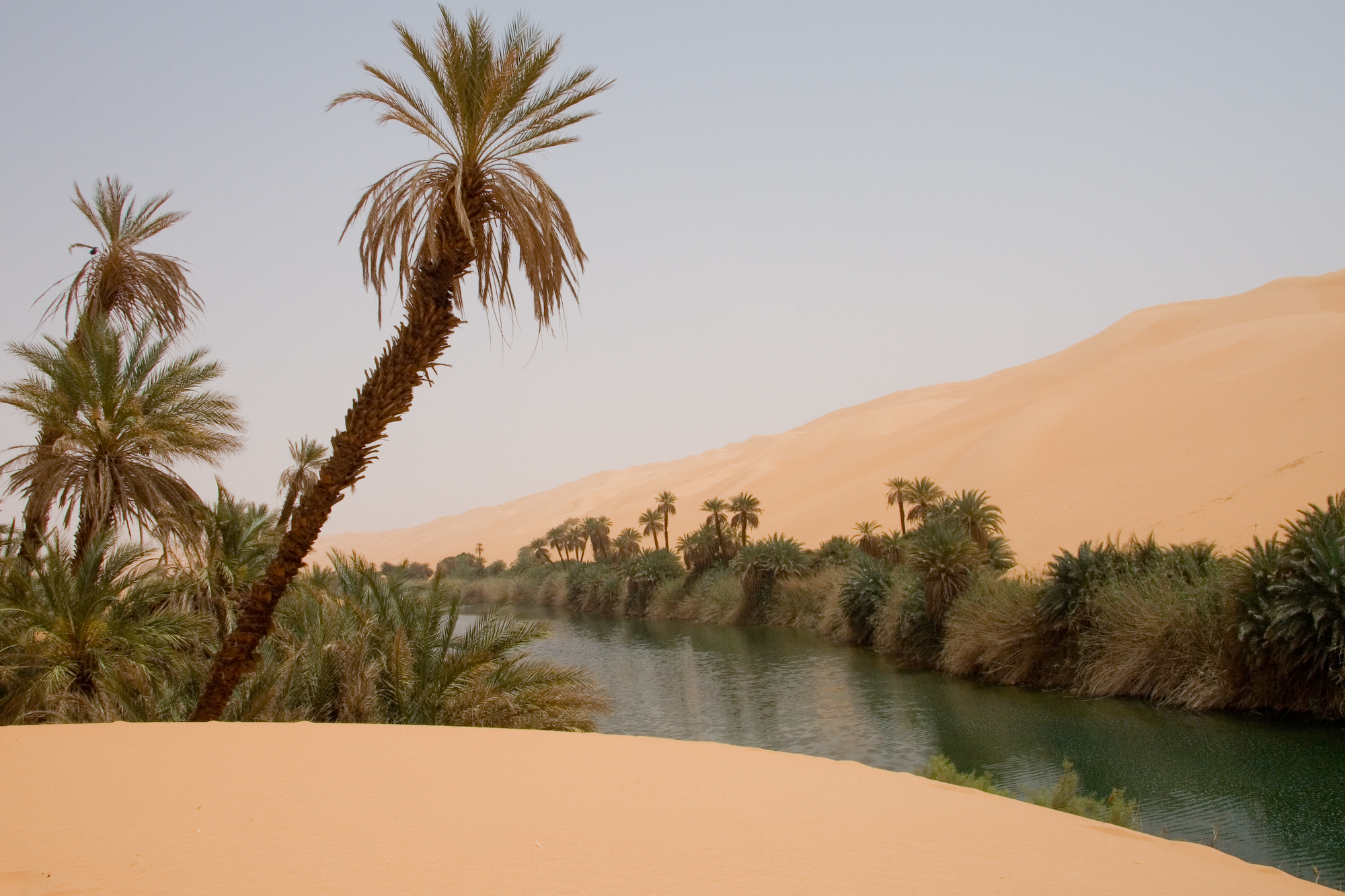
O oásis de Ubari

### Saara
O deserto do Saara é conhecido por ser o maior deserto quente do mundo e ocupa uma área de 9 065 000 km². O deserto do Saara se distinguem dois trechos, um dominado por dunas arenosas e denominado Erg, e outro bastante pedregoso denominado Hamadas.
A segunda inclui vastas extensões planas de rocha e cascalho e montanhas como a cordilheira de Hoggar, na Argélia, cujo pico mais elevado mede 2 918 m. 
Dromedários e cabras são os animais predominantes no Saara. Por causa das suas habilidades de sobrevivência, da resistência e da velocidade, o dromedário é o animal favorito dos nômades

## História
A região do Magrebe, localizada no noroeste da África, possui uma rica história de interações culturais e ocupações por diversas civilizações ao longo dos séculos.

### Período Fenício e Cartaginense
Os fenícios foram os primeiros a estabelecer colônias comerciais na costa mediterrânea do Magrebe, por volta do século IX a.C. Entre as colônias mais notáveis está Cartago, que se tornou um poderoso império comercial e militar, rivalizando com Roma durante as Guerras Púnicas. A influência fenícia pode ser observada em restos arqueológicos e práticas culturais assimiladas pela região.

### Domínio Romano
Após a destruição de Cartago em 146 a.C., o Magrebe tornou-se uma parte integral do Império Romano, formando as províncias da África Proconsular, Numídia e Mauritânia. Os romanos introduziram infraestrutura avançada, incluindo aquedutos, estradas e cidades planejadas, como Timgad e Volubilis. A agricultura prosperou, com a região tornando-se o "celeiro de Roma", graças à produção de trigo e azeite.

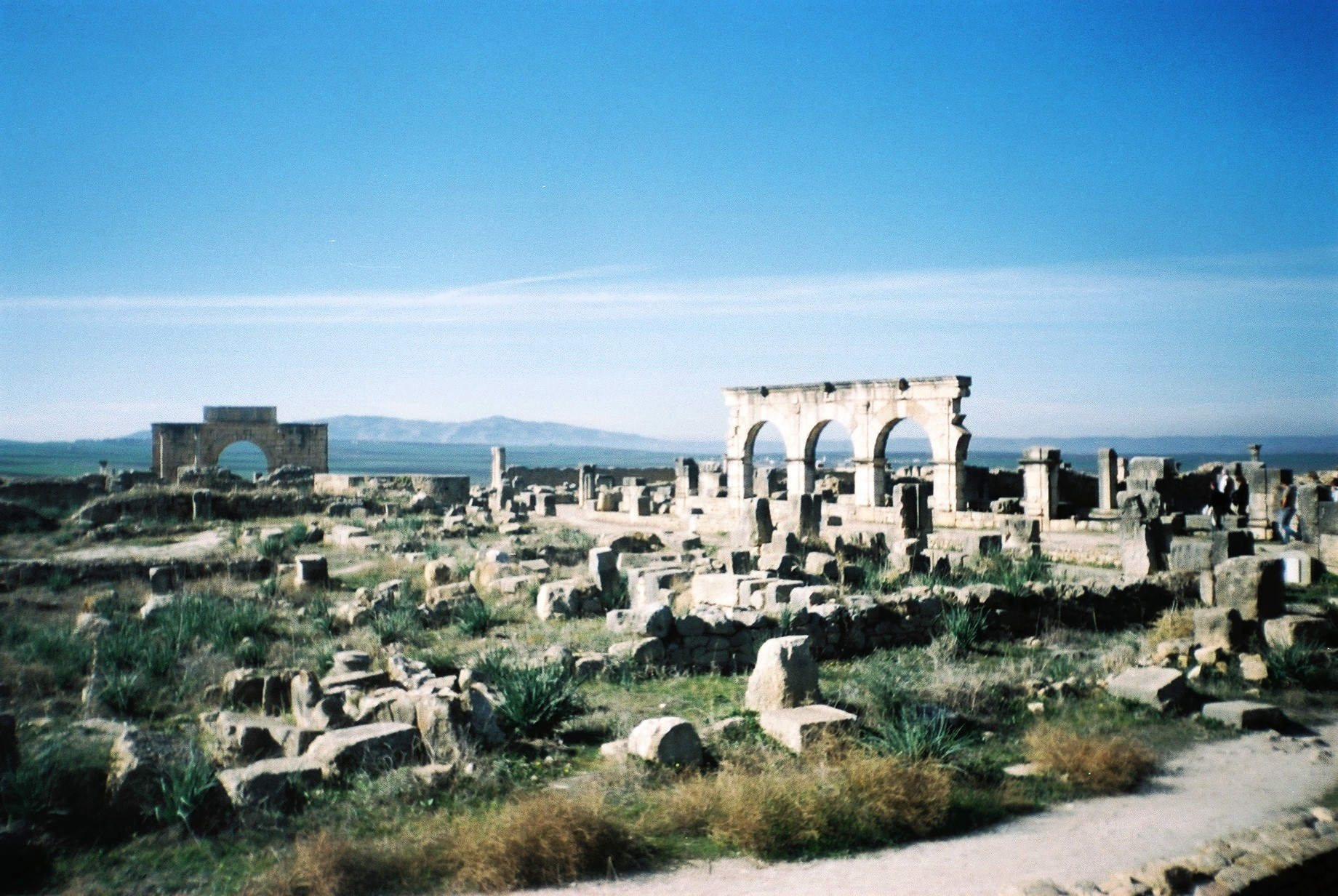
Ruínas de Volubilis, Marrocos

### Influências Bizantinas e Vândalas
Com o colapso do Império Romano do Ocidente no século V, a região foi invadida pelos vândalos, que estabeleceram um reino temporário. No entanto, no século VI, o Império Bizantino reconquistou partes do Magrebe, trazendo sua própria administração e influências culturais, embora sem alcançar um domínio completo sobre as tribos berberes locais.

### Conquista Árabe e Islamização
No século VII, os exércitos árabes islâmicos conquistaram o Magrebe, introduzindo o Islã e a língua árabe. Essa transformação marcou profundamente a cultura, religião e identidade da região. Apesar disso, as línguas e tradições berberes continuaram a influenciar o cotidiano. O Magrebe também tornou-se um importante centro de aprendizado islâmico e comércio transaariano.

### Domínio Otomano
A partir do século XVI, grandes partes do Magrebe, como a Argélia, a Tunísia e a Líbia, tornaram-se estados vassalos do Império Otomano, enquanto o Marrocos manteve sua independência sob dinastias locais. Durante esse período, cidades costeiras como Argel e Túnis tornaram-se importantes portos no comércio mediterrâneo e bases de corsários.

### Colonização Europeia
No século XIX, o Magrebe foi gradualmente colonizado por potências europeias. A França ocupou a Argélia em 1830, estabelecendo uma colônia de assentamento, e mais tarde instaurou protetorados na Tunísia (1881) e no Marrocos (1912). A Espanha também controlou partes do norte de Marrocos, enquanto a Itália anexou a Líbia em 1911. A colonização trouxe modernização, mas também desencadeou movimentos de resistência local.

### Patrimônio Cultural e Arqueológico
Hoje, o Magrebe é conhecido por seu rico patrimônio arqueológico e cultural. Ruínas como Cartago (Tunísia), Timgad e Djemila (Argélia), e Volubilis (Marrocos) atraem visitantes de todo o mundo, testemunhando a longa e diversa história da região.

## Berberes
Os berberes, ou Imazighen (plural de Amazigh, que significa "homem livre" em tamazight), são os povos autóctones do Norte da África, com presença milenar na região do Magrebe. Sua história, cultura e língua precedem a chegada dos árabes e de outras influências externas, mantendo-se como um dos pilares da identidade magrebina.

### História
A presença berbere no Magrebe remonta à pré-história, evidenciada por pinturas rupestres em sítios como Tassili n'Ajjer, que retratam uma biodiversidade abundante, indicando que o Saara já foi uma região fértil. Durante a Antiguidade, os berberes estabeleceram reinos como a Numídia e a Mauritânia, interagindo com fenícios, cartagineses e romanos. Com a conquista árabe no século VII, muitos berberes foram islamizados, embora tenham mantido aspectos de sua cultura e organização social.

### Cultura e Sociedade
Os berberes possuem uma rica tradição oral, com destaque para a poesia, música e danças tradicionais. Suas línguas pertencem à família afro-asiática e são escritas utilizando o alfabeto Tifinagh, cuja origem remonta aos antigos hieróglifos egípcios. A organização social berbere varia entre estruturas tribais, aristocráticas e teocráticas, com destaque para as assembleias comunitárias (jama'a), que desempenham papel central na administração local.

### Distribuição Geográfica
Atualmente, os berberes estão distribuídos principalmente por Marrocos, Argélia, Tunísia, Líbia e Mauritânia, além de comunidades significativas em países do Sahel, como Mali e Níger. Estima-se que entre 58 e 75 milhões de pessoas falem línguas berberes, consolidando uma herança cultural e linguística que abrange vastas áreas do Norte da África.

Bandeira berbere, símbolo da identidade Amazigh.

### Tuaregues
Os tuaregues são um subgrupo berbere seminômade que habita o deserto do Saara, principalmente no sul da Argélia, norte do Mali, Níger, sudoeste da Líbia e partes do Chade e Burkina Faso. Conhecidos como "os homens do véu" devido ao uso do tagelmust, um turbante que cobre o rosto, os tuaregues mantêm uma sociedade matrilinear, onde a linhagem e a herança são transmitidas pela linha materna. Sua língua, o tamasheq, é escrita em Tifinagh, e eles desempenharam um papel crucial nas rotas comerciais transaarianas.